# Willi Goeke
Willi Goeke (* 31. August 1903 in Hamm; † 16. Juli 1973) war ein deutscher sozialdemokratischer Politiker. 

## Leben
Goeke besuchte nach der Volksschule ein Lehrerseminar. Zwischen 1926 und 1933 war er im Schuldienst tätig. Er war seit 1924 Mitglied der SPD. Goeke war in Wuppertal seit 1929 Mitglied der Amtsvertretung und Stadtverordneter. Zu Beginn der Zeit des Nationalsozialismus verlor er seine Lehrerstelle und war seit 1937 als kaufmännischer Angestellter in der Wirtschaft tätig. Nach dem Ende des Zweiten Weltkrieges wurde er 1945 Betriebsratsvorsitzender seines Unternehmens. Außerdem engagierte sich Goeke wieder in der SPD. Er war seit 1946 stellvertretender Vorsitzender des Unterbezirks Wuppertal. 
In der ersten Wahlperiode des Landtages Nordrhein-Westfalen von 1947 bis 1950 war Goeke direkt gewählter Abgeordneter für Wuppertal-Unterbarmen.
Auf sein Betreiben hin wurde 1958 in Wuppertal ein Gedenkstein zu Ehren von Friedrich Engels errichtet.

## Ehrungen
- Goeke wurde am 20. Februar 1967 mit dem Ehrenring der Stadt Wuppertal ausgezeichnet.